# Seneca (Carolina del Sud)
Seneca è un comune degli Stati Uniti d'America, situato in Carolina del Sud, nella Contea di Oconee.
Qua è nato il politico John Edwards.